# Thrixspermum sutepense
Thrixspermum sutepense là một loài thực vật có hoa trong họ Lan. Loài này được (Rolfe ex Downie) Tang & F.T.Wang miêu tả khoa học đầu tiên năm 1951.